# AB Flygindustri (Halmstad)
Denna artikel handlar om segelflygtillverkaren AFI. För Junkers flygplansfabrik i Limhamn, se AB Flygindustri (Afi).

AB Flygindustri (AFI) var en svensk segelflygplansfabrik i Halmstad. 
AB Flygindustri startade som Svenska kanotverkstaden i Båstad. En dag 1937 kontaktade Rudolf Abelin verkstaden för att förhöra sig om möjligheten om de på träverkstaden kunde tillverka träsegelflygplanet Hüttner H 17 efter tyska ritningar. Flygplansbygget krävde större plats än vad lokalerna i Båstad kunde erbjuda, varför företaget flyttade till nybyggda lokaler vid Halmstad flygfält. I samband med flytten ombildades företaget till AB Svenska Kanotverken (SKV).
Vid sidan av Hüttner H 17 tillverkade det nybildade SKV två glidflygplan av typen Grunau 9. Den första provflygningen med H 17 genomfördes 17 augusti 1938 av Sven Åhbom, efter godkänd provflygning fick flygplanet registreringen SE-SAD. Inför olympiska spelen i Helsingfors 1940, beslöt KSAK att sända en grupp segelflygare till tävlingarna. För att lösa flygplansfrågan beställdes två stycken Olympia från fabriken i Tyskland samt licensrätten att bygga två exemplar inom landet. KSAK kontaktade SKV och beställde två licensbyggda flygplan. För att täcka kostnaden för flygplanen bidrog staten med 15 000:-, Olympiska Kommittén med 60 000 medan KSAK betalade resterande belopp. Parallellt med byggandet av Olympiaplanen tillverkades en förstärkt Grunau Baby som var avsedd för avancerad flygning, flygplanet provflögs 22 oktober 1941.
Vid årsskiftet 1941-1942 ombildades SKV till AB Flygindustri (AFI) eftersom tonvikten av produktionen ändrades från kanoter till flygplan. Som ekonomisk garant för det nya bolaget stod industrimannen Carl August Wicander och som chefskonstruktör Jan Weibull. Företaget expanderade och sysselsatte 1942 ett 30-tal personer. I november samma år anställdes konstruktören Björn Andreasson. Företaget fick en stor order när Flygvapnet beställde 40 st glidflygplan Schneider SG-38 som inom flygvapnet benämndes G 101. Därutöver tillverkades cirka 200 byggsatser av glidflygplanet. Balkar, spryglar och övriga tillsågade delar färdiga för montering levererades till flygvapnets flottiljer och segelflygklubbar. 

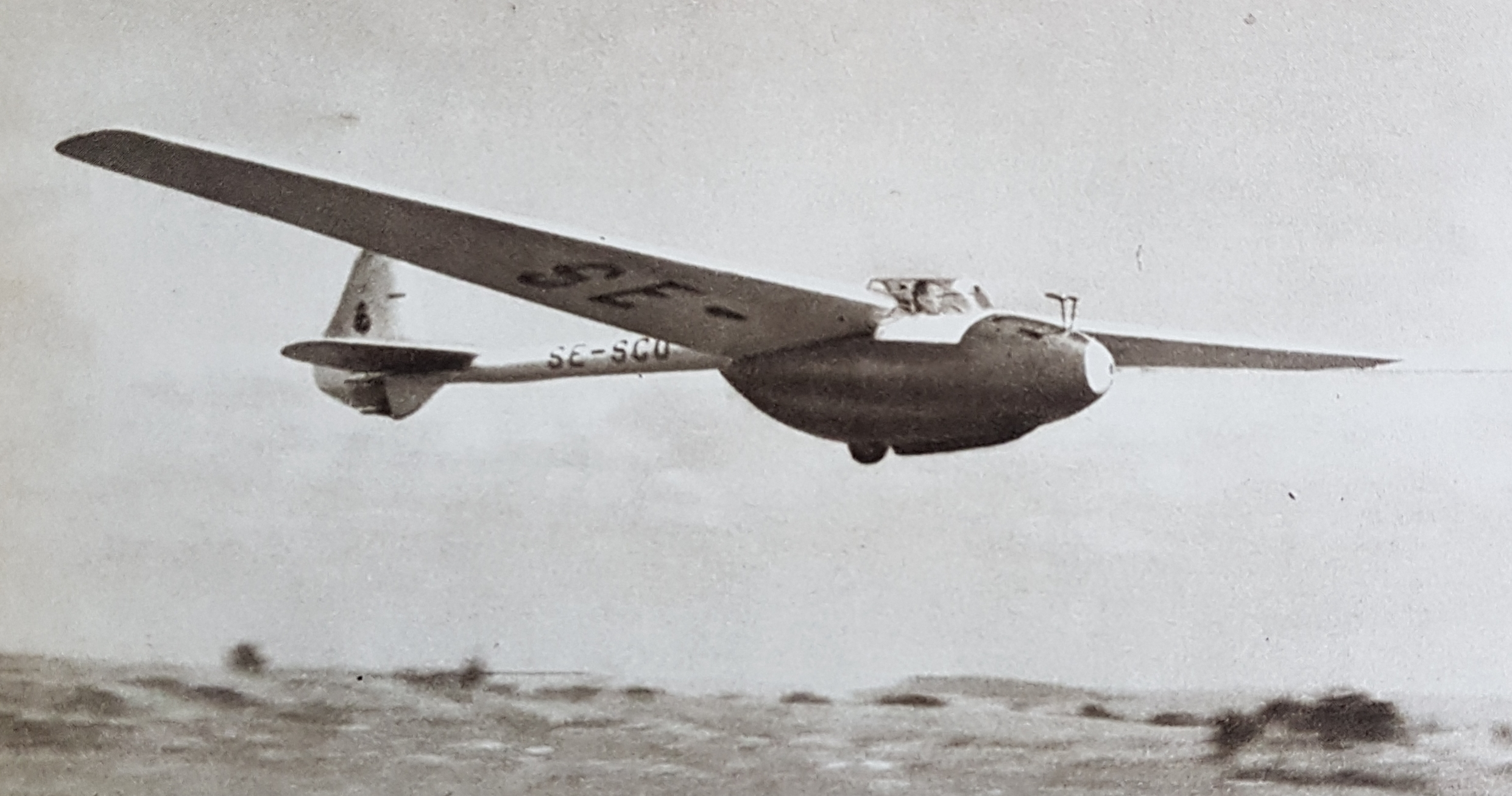
Fi-1

AFI:s första egna konstruktion Fi-1 blev ett litet segelflygplan med en äggformad framkropp ritad av Tord Lidmalm. Till en början var flygplanet utrustat med kraftiga vingstöttor, men när Luftfartsstyrelens typgranskare Bo Lundberg granskade ritningarna, föreslog han att stöttorna borde avlägsnas och ersättas av en kraftigare vingkonstruktion, för att erhålla ett mer avancerat övningsflygplan. Provflygningarna med Fi-1 inleddes 7 oktober 1943 av Rudolf Abelin som fabriksprovflygare medan luftfartsmyndighernas flygprov genomfördes av Bengt Olow, vid flygproven nådde man en högsta dykhastighet på 315 km/h. Totalt tillverkades sju exemplar av typen varav två såldes på export.
Därefter licenstillverkades 24 stycken DFS Weihe för AB Flygplans räkning som på grund av överbeläggning inte kunde klara av sina leveranser till flygvapnet. På konstruktionsavdelningen skissade man på Fi-2, en lastglidare för transport av sex soldater vid krigsoperativa ingrepp med luftlandsättning. Vid en presentation av konstruktionen för flygförvaltningen kom ett motförslag om ett större flygplan med högre lastkapacitet. AFI konstruerade Fi-3 efter flygvapnets önskemål. Flygplanet kunde lasta 12 man eller 1250 kg. Den första fabriksprovflygningen genomfördes våren 1944, därefter bogserades flygplanet till Malmslätt för vidare flygprov vid FC. Under ett fullastprov 28 april 1944 havererade flygplanet i trakten av Skänninge. Piloten fick problem med sin fallskärm och omkom. Flygvapnets beställning på fem flygplan annullerades på grund av att andra världskriget gick mot sitt slut och behovet av transportflygplan kunde lösas på andra vägar.
Under våren 1945 såldes AFI:s utrustning och lager till Frans Henrik Kockum för att bli en del av hans nystartade Kockums Flygindustri (senare Malmö Flygindustri) en del av Kockums Mekaniska Verkstad i Malmö

## Flygplanstyper producerade vid Svenska kanotverkstaden och AFI

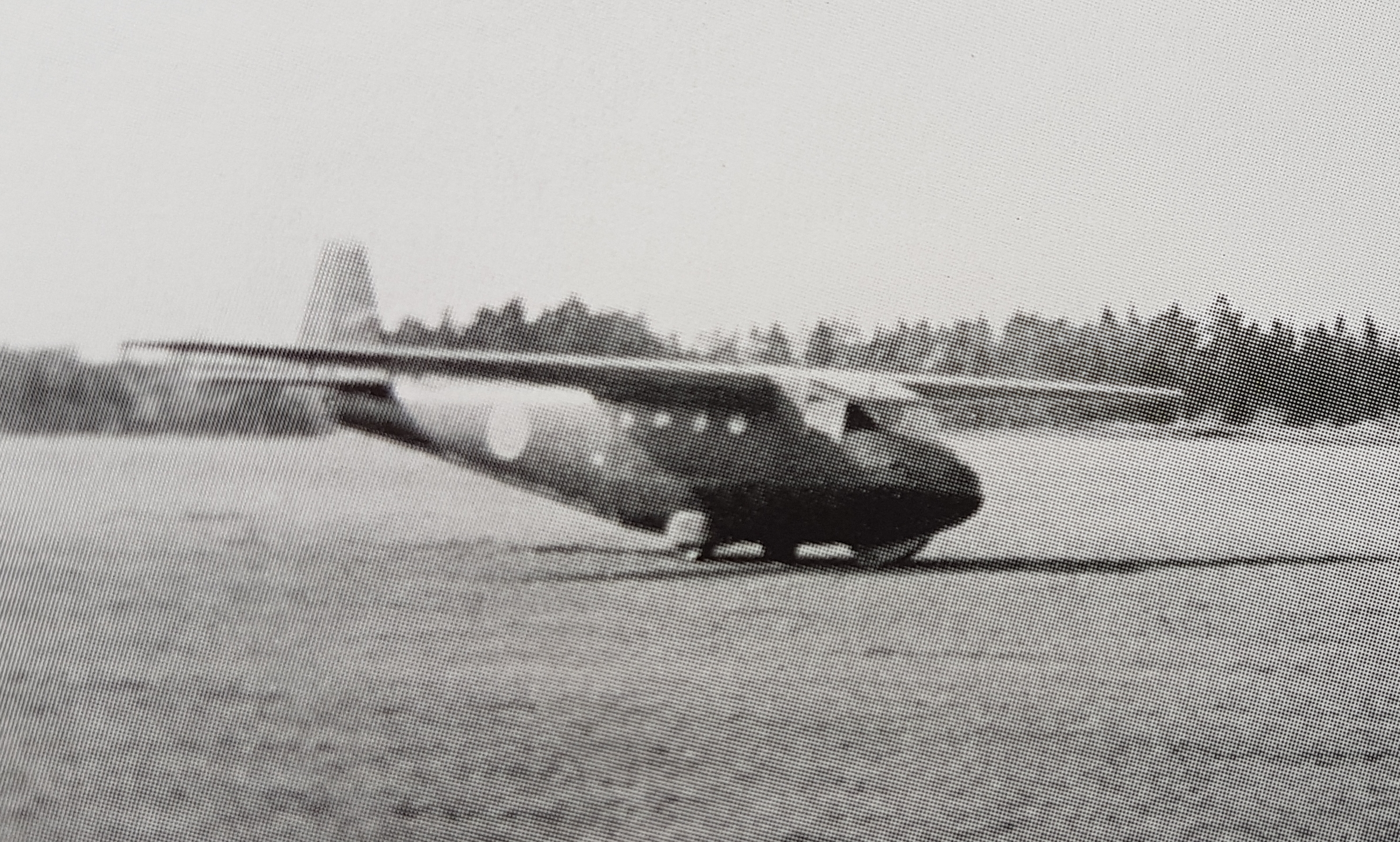
Fi-3

- Skv Hüttner H 17
- Skv Grunau 9
- Skv Olympia
- Skv Grunau Baby
- AFI Schneider SG-38
- AFI Fi-1
- AFI DFS Weihe
- AFI Fi-3